# Řepský potok

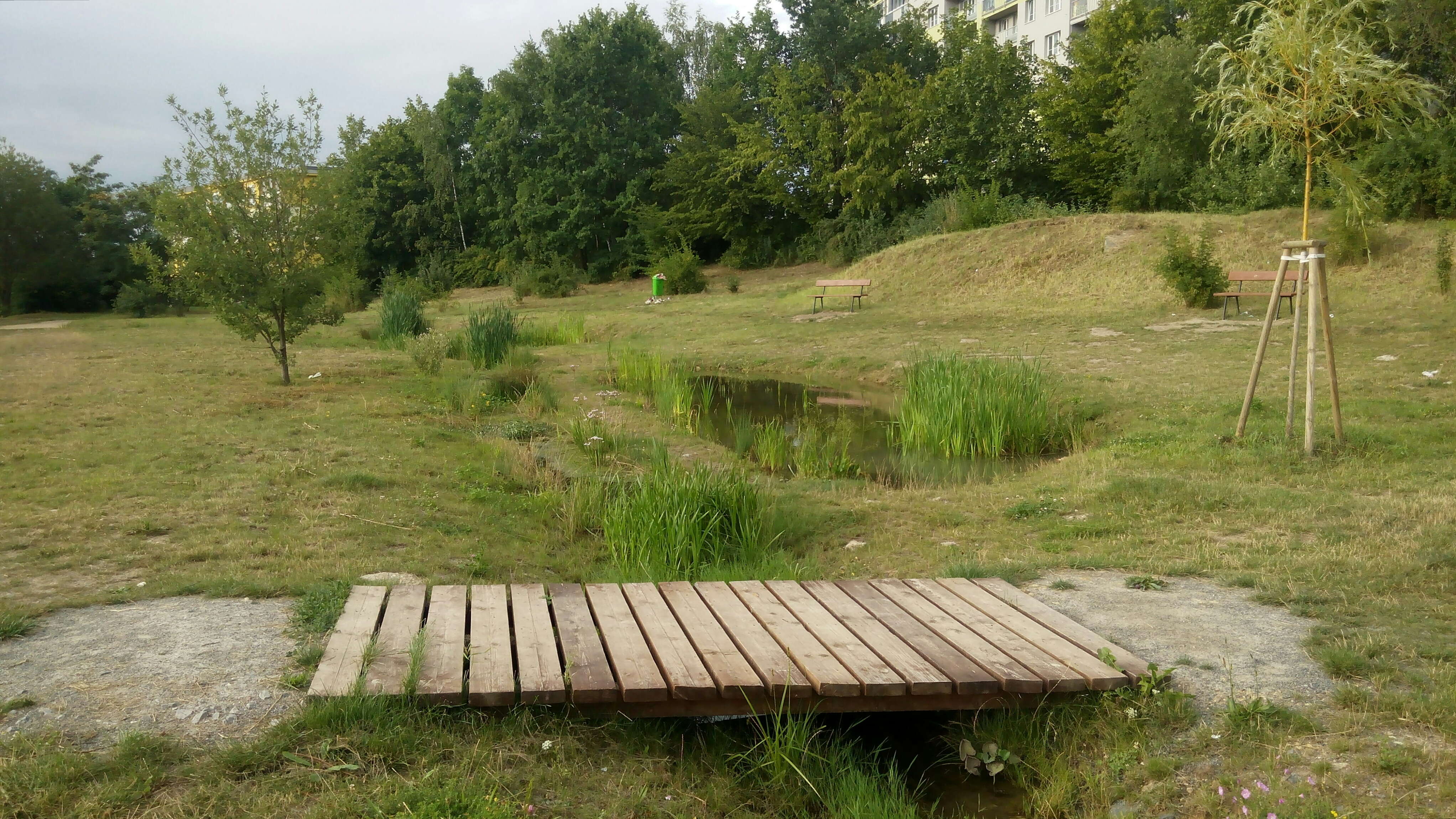
Řepské tůňky

Řepský potok je potok tekoucí převážně po území Řep a vlévající se do Litovicko-Šáreckého potoka. Jeho celková délka činí 1,78 km. V letech 2006–2014 byl potok kompletně revitalizován.

## Průběh toku
V mapě Mapy.cz je průběh toku zakreselen jako zatrubněný od jezera Hliník (Hliniště), nacházejícího se ve Zličíně východně od strojíren. Otevřený tok se objevuje na území Řep po podtečení ulice Na chobotě. Potok meandruje východně kolem řepského sportovního centra a pak teče napřímeným úsekem západně od prodejny Penny Market. Před ulicí Žalanského vtéká opět do zatrubněného úseku, který vede v linii křížové cesty východně od řepského kláštera a ústí do rybníka Prasečák. Následující úsek kolem dešťové usazovací nádrže (DUN) Řepy III a malé zahrádkářské osady je v mapě značen jako občasný tok, závěrečný úsek pod východní částí mimoúrovňové křižovatky Řepy až těsně před ústí do Litovického potoka je opět zatrubněný, těsně před ústím přijímá bezejmenný přítok zleva. Do Litovického potoka se vlévá nedaleko před jeho vtokem do vodní nádrže Jiviny. Většina toku spadá do území Řep, pouze začátek toku a krátký úsek před ústím spadá na území Zličína a samotné ústí na území Ruzyně. 
V Základní mapě ČR 1 : 10 000 je potok vyznačen (jako bezejmenný) až od rybníka Prasečák, který v této mapě rovněž není pojmenován. 

## Historie
Na mapě z poloviny 19. století má potok dvě ramena: jedno s počátkem v oblasti u pozdějšího kláštera a druhé od rybníčku u kostela v centru vsi. Ve 20. století se v Řepích nacházely čtyři rybníky. Původní podoba krajiny zachovala svou stopu v místních názvech jako Blatiny nebo Na moklině. 
S rozvojem výstavby řepského panelového sídliště byly rybníky, až na Prasečák, zrušeny. Voda byla zčásti odváděna přes dešťovou kanalizaci a čistírnu odpadních vod do Zličínského potoka. Původní projekt Pražského okruhu, přes jehož mimoúrovňovou křižovatku vede zatrubněný závěrečný úsek toku, s Řepským potokem vůbec nepočítal. 
V roce 2006 se v rámci budování sjezdu z Karlovarské ulice podařilo prosadit napojení cestních příkopů na dešťovou kanalizaci ústící do Litovicko-Šáreckého potoka. V rámci první etapy revitalizace potoka bylo napojení drenážních vod svedených do dešťové usazovací nádrže Řepy III přímo do koryta Řepského potoka. Koryto podél zahrádkářské osady, které již bylo zčásti zavezeno zahrádkářským odpadem, bylo obnoveno. 
V roce 2010 byl v rámci druhé etapy revitalizace proveden protlak pod ulicí Žalanského a drenážní vody ze stávajících dešťových kanalizací byly svedeny do rybníka Prasečák. Přitom byla náhodou objevena historická odvodňovací štola řepského kláštera, původní odvodnění budov bylo obnoveno a napojeno na Řepský potok. Revitalizace horního toku od jezera Hliník k Penny Marketu byla pozdržena kvůli vypořádání majetkoprávních vztahů, stavební povolení bylo vydáno v roce 2013 a tato třetí etapa úprav byla realizována v roce 2014. Přitom musela být odstraněna vrstva stavebních odpadů a navážek z doby výstavby sídliště Řepy a koryto potoka bylo uměle vybudováno, přičemž zde bylo vytvořeno i několik tůněk a koryto potoka bylo osázeno stromy a mokřadní vegetací. Revitalizace potoka a vytvoření dvou tůněk tak zajistily navrácení mokřadní fauny a flóry do Řep.